# Tercio Viejo de Cerdeña
El Tercio Viejo de Cerdeña es uno de los tercios viejos aparecido después que los tres primeros. Se lo considera "viejo" por ser uno de los más antiguos (fue creado en 1536) tras la creación de los tercios en las ordenanzas de Carlos I de España de 1534 y 1536.
Como su nombre indica, el tercio estaba repartido por Cerdeña en compañías en las siguientes localidades:
1. Cáller
2. Nuoro
3. Sácer

Sin embargo, no solo estuvo en el ámbito italiano. Hacia 1565, se dirige a Flandes por el Camino español, bajo el mando del duque de Alba para repeler la rebelión de los protestantes holandeses.

## Disolución
Durante la invasión de Frisia en mayo de 1568, el Tercio Viejo de Cerdeña con su maestre de Campo Gonzalo de Bracamonte, sufre una derrota en la batalla de Heiligerlee. Desbaratado el tercio, los soldados huyeron del campo de batalla y buscaron refugio en casas y aldeas, donde los habitantes de ellas los asesinaron a sangre fría.
En julio de 1568 tras la batalla de Jemmingen, el ejército del rey reconquista Heiligerlee (Oldambt), y los supervivientes de aquel macabro día decidieron dar un escarmiento a aquellos habitantes que habían matado a sus camaradas y compañeros: quemaron aldeas y mataron a sus habitantes, y los capitanes del tercio no movieron un solo dedo para frenar todo aquello, pues creían que estaban haciendo justicia vengándose.
El duque de Alba se alarmó al ver las columnas de humo de aquellas aldeas y casas incendiadas y envió al barrachel, que funcionaba como jefe de la policía militar del tercio, para que ejecutara a todo soldado que había producido los incendios. Tantos eran los soldados implicados, que cuando el barrachel le dio las noticias, el duque de Alba decidió disolver el tercio.
Dos días después, el duque de Alba reunió a todo el ejército y vieron cómo el Tercio Viejo de Cerdeña se disolvía. Los alféreces tuvieron que romper las astas de las banderas que representaban las compañías, los capitanes cortaron sus bandas de capitán y los sargentos sus partesanas o alabardas; se dice que los soldados lloraban de pena y de vergüenza al ver cómo se disolvía uno de los tercios que en más combates había participado.